# Bongabong
Bongabong è una municipalità di prima classe delle Filippine, situata nella provincia di Mindoro Orientale, nella regione Mimaropa.
Bongabong è formata da 36 barangay:
- Anilao
- Aplaya
- Bagumbayan I
- Bagumbayan II
- Batangan
- Bukal
- Camantigue
- Carmundo
- Cawayan
- Dayhagan
- Formon
- Hagan
- Hagupit
- Ipil
- Kaligtasan
- Labasan
- Labonan
- Libertad

- Lisap
- Luna
- Malitbog
- Mapang
- Masaguisi
- Mina de Oro
- Morente
- Ogbot
- Orconuma
- Poblacion
- Polusahi
- Sagana
- San Isidro
- San Jose
- San Juan
- Santa Cruz
- Sigange
- Tawas